# Вайомінг (Огайо)
Вайомінг (англ. Wyoming) — місто (англ. city) в США, в окрузі Гамільтон штату Огайо. Населення — 8756 осіб (2020).

## Географія
Вайомінг розташований за координатами 39°13′46″ пн. ш. 84°28′53″ зх. д. / 39.22944° пн. ш. 84.48139° зх. д. (39.229492, -84.481375).  За даними Бюро перепису населення США в 2010 році місто мало площу 7,43 км², уся площа — суходіл.

## Демографія
Згідно з переписом 2010 року, у місті мешкало 8428 осіб у 3105 домогосподарствах у складі 2385 родин. Густота населення становила 1135 осіб/км².  Було 3272 помешкання (441/км²).
Расовий склад населення:
| - 83,6 % — білих - 11,3 % — чорних або афроамериканців - 2,1 % — азіатів - 0,1 % — корінних американців |

До двох чи більше рас належало 2,2 %. Частка іспаномовних становила 1,8 % від усіх жителів.
За віковим діапазоном населення розподілялося таким чином: 29,7 % — особи молодші 18 років, 56,1 % — особи у віці 18—64 років, 14,2 % — особи у віці 65 років та старші. Медіана віку мешканця становила 42,4 року. На 100 осіб жіночої статі у місті припадало 90,4 чоловіків;  на 100 жінок у віці від 18 років та старших — 85,2 чоловіків також старших 18 років.
Середній дохід на одне домашнє господарство  становив 137 165 доларів США (медіана — 110 533), а середній дохід на одну сім'ю — 155 503 долари (медіана — 123 528). Медіана доходів становила 78 452 долари для чоловіків та 57 793 долари для жінок. За межею бідності перебувало 2,2 % осіб, у тому числі 2,3 % дітей у віці до 18 років та 1,2 % осіб у віці 65 років та старших.
Цивільне працевлаштоване населення становило 4168 осіб. Основні галузі зайнятості: освіта, охорона здоров'я та соціальна допомога — 27,3 %, науковці, спеціалісти, менеджери — 23,7 %, виробництво — 13,0 %, роздрібна торгівля — 8,3 %.